# 渡邊貴宏
渡邊 貴宏（わたなべ たかひろ）は、任天堂のサウンドクリエイターである。
2002年に入社。情報開発本部に配属。

## 作品
- ゼルダの伝説 風のタクト（効果音）
- ピクミン2（効果音[2]）
- ゼルダの伝説 トワイライトプリンセス（効果音[3]）
- リンクのボウガントレーニング（サウンドプログラミング）
- Wii Music（効果音）
- Wiiであそぶ ピクミン（サウンドプログラミング）
- マリオカート7（効果音）
- とびだせ どうぶつの森（効果音）
- マリオカート8（サウンドサポート）